# 77 w skali Beauforta
77 w skali Beauforta – debiutancki album polskiego zespołu punk rockowego, The Freaks, wydany w listopadzie 2007, przez Burning Chords. Płyta zawiera 13 kompozycji.

## Lista utworów
1. "Emigracja" – 1:58
2. "MZK" – 2:01
3. "Za Polskę" – 1:32
4. "Święci z Bostonu" – 3:28
5. "Moda" – 1:47
6. "Dziwki" – 3:24
7. "Wybory" – 2:01
8. "Wykopmy ją" – 2:39 (cover Misfits)
9. "Twoja stara" – 1:24
10. "Ptak coś zrobił" – 2:56
11. "Zimny drań" – 2:54
12. "Mnie to jebie" – 2:20
13. "Rock & Roll umiera" – 4:17

## Twórcy
- Szymon "Zwierzak" Kraczkowski – wokal
- Max – gitara, gitara basowa, wokal
- Zenhead – gitara basowa, perkusja, wokal
- Daniel Nowakowski "Jelon" – perkusja

Gościnnie:
- Mucha – wokal
- Pidżamsa – wokal